# 훠쓰옌

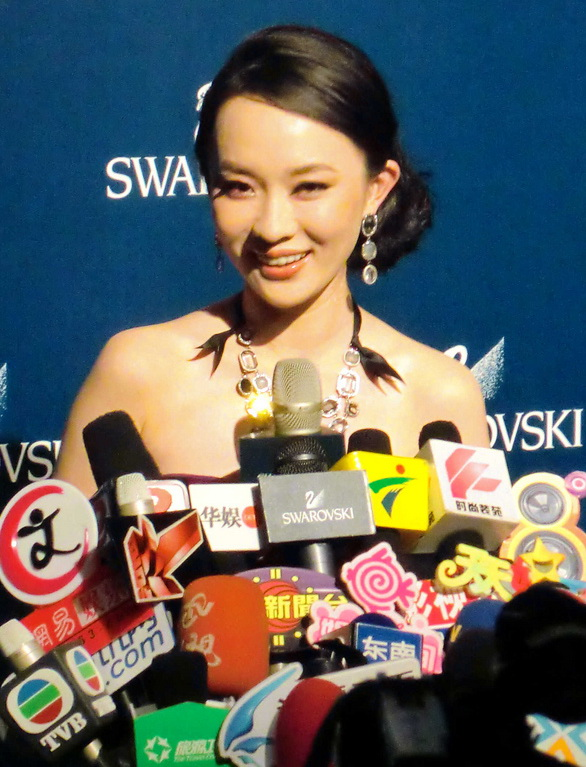

훠쓰옌(중국어: 霍思燕, 병음: Huò Sīyàn, 한자음: 곽사연, 1981년 10월 23일 ~ )은 중화인민공화국의 배우이다.
베이징시에서 태어났으며, 2006년 홍콩 영화 《아요성명》으로 데뷔했다.

## 방송
- 추혼기
- 초모경찰
- 매괴강호
- 요재

## 영화
- 완벽한 타인: 킬 모바일 (2017년) - 이난 역
- 추혼기 (2016년)
- 초모경찰 (2015년)
- 오야화차 (2013년)
- 음식남녀:가깝고도 먼 (2012년)
- 영가 (2011년)
- 몽유 (2011년)
- 2차 노출 (2011년) - 샤오시 역
- 용봉점 (2010년)
- 원뢰 (2010년)
- 정무문 : 100대 1의 전설 (2010년)
- 매괴강호 (2009년)
- 아요성명 (2006년)
- 천행자 (2006년)
- 요재 (2005년)